# Maximilian Baillet von Latour
Maximilian Anton Karl Baillet de Latour (født 14. december 1737 i Luxembourg, død 22. juli 1806) var en østrigsk greve og felttøjmester, far til Theodor Baillet von Latour.
Han deltog som ung officer med udmærkelse i Syvårskrigen, dæmpede som generalmajor oprør i Nederlandene mod de østrigske tropper og blev feltmarskalløjtnant. I 1. Koalitionskrig (1792—96) var han flere gange selvstændig hærfører, sejrede således ved Roermonde (1793), erobrede Namur og Landrecies (1794), slog Pichegru ved Frankenthal (1795) og førte 1796 hele Rhin-hæren. 1805—06 beklædte han posten som præsident for hofkrigsrådet under ærkehertug Karl som krigsminister.